# Demon's Souls
Demon's Souls (デモンズソウル Demonzu Souru?) är ett actionrollspel utvecklat av From Software med hjälp från SCE Japan Studio till Playstation 3. Spelet gavs ut i Japan den 5 februari 2009 och av Sony Computer Entertainment. Spelet gavs ut i Nordamerika den 6 oktober 2009 av Atlus, medan Namco Bandai Games publicerade spelet i Australien och Europa den 23 juni respektive 25 juni 2010.
Spelet utspelar sig i en mörk fantasivärld där spelaren tar kontrollen över en hjälte som har rest till det fiktiva kungariket Boletaria som härjas av en förbannad dimma som frambringar demoner, vilka förtär de dödligas själar. Spelet har beskrivits som en andlig uppföljare till spelserien King's Field. Spelets mekanik omfattar ett karaktärsskapat system där man fokuserar på att samla på sig föremål genom att strida med fiender i en icke-linjär rad av olika platser. Spelet har ett unikt online-multiplayersystem som ingår i kampanjläget där spelare kan lämna användbara meddelanden och varningar till andra spelares singleplayer-spelvärldar, samt ihop med andra spelare bistå och/eller döda dem.
Demon's Souls fick mycket positiva betyg från spelrecensenter och vann flera utmärkelser. Spelet fick beröm för sin mörka fantasidesign, varierade stridsval och integrerade onlineläge. Spelet har blivit känt för sin höga svårighetsgrad, som många kritiker har betraktat som en verklig utmaning. Spelet fick en andlig uppföljare år 2011, med titeln Dark Souls.